# Storožynec'
Storožynec' (in ucraino Сторожинець?; in romeno Storojineţ; in yiddish סטראָזשניץ‎?; in tedesco Storozynetz, in russo Сторожинец?, Storožinec; in polacco Storożyniec) è una città ucraina (14 077 abitanti) nel distretto di Černivci, nell'oblast' di Černivci. Ospita l'amministrazione della comunità territoriale di Storožynec', una delle comunità territoriali dell'Ucraina. 
Fino al 18 luglio 2020 Storožynec' è stata il centro amministrativo del distretto di Storožynec', abolito come parte della riforma amministrativa dell'Ucraina, che ha ridotto a tre il numero dei distretti dell'oblast' di Černivc.  L'area del distretto di Storožynec' è stata fusa nel distretto di Černivci.

## Geografia
Storožynec' sorge lungo le rive del fiume Siret, nella regione storica della Bucovina, a 23 km a sud-ovest da Černivci.

## Storia
Nel basso medioevo l'area faceva parte del Principato di Moldavia. La cittadina fu menzionato per la prima volta nel 1448. Inizialmente si trattava di un insediamento popolato da taglialegna. Nel 1774 la Bucovina, e di conseguenza anche Storožynec', fu annessa all'Austria. Il passaggio di sovranità comportò l'arrivo di coloni tedeschi ed austriaci. Furono inoltre aperte scuole tedesche, rumene e rutene. 
Dalla seconda metà del XIX secolo la cittadina fu interessata da una rapida crescita della popolazione con l'arrivo uomini d'affari ungheresi e rumeni, funzionari legali e bancari, la maggior parte dei quali erano ebrei. Nel 1854 Storozynetz ricevette lo status di città. Entro la fine del XIX secolo e l'inizio del XX secolo, la città era popolata principalmente da ebrei.
Il 21 maggio 1904, Storozynetz divenne sede di contea. Il commercio, l'industria, l'agricoltura, la scienza, l'istruzione e la cultura si svilupparono rapidamente. Subito dopo la fine della prima guerra mondiale, il Congresso Generale della Bucovina decretò l'unione della regione con il Regno di Romania. La cittadina venne quindi ribattezzata Storojineţ ed il 18 dicembre 1918 fu elevata a capoluogo di contea. Nel 1921 il rumeno divenne la lingua ufficiale e la lingua ucraina non fu più usata nell'amministrazione.
Il 28 giugno 1940 la Bucovina settentrionale fu occupata dalle truppe sovietiche. Dopo l'inizio della guerra contro l'Unione Sovietica, nel giugno 1941, la Bucovina settentrionale fu reintegrata nel Regno di Romania. Tra il 1941 e il 1943 gran parte della popolazione ebraica fu uccisa o deportata nei campi di concentramento in Transnistria. Nel 1944 l'area passò nuovamente sotto il controllo sovietico.